# 4:44 Tour
A turnê Jay:Z 4:44 ou simplesmente 4:44 Tour foi uma turnê do rapper americano Jay-Z, em apoio ao seu décimo terceiro álbum de estúdio 4:44 (2017). A turnê começou em Anaheim, no Honda Center, em 27 de outubro de 2017, e terminou em 21 de dezembro de 2017, em Inglewood, no The Forum . Vic Mensa foi a banda de abertura de toda a turnê.
A turnê arrecadou US$ 48.698.354 ao longo de 32 datas. Foram vendidos 426.441 ingressos nesse período, com cerca de US$ 1,5 milhão arrecadados por show. 

## Histórico e desenvolvimento
Em 10 de julho de 2017, Jay-Z anunciou 32 datas de turnê pela América do Norte.   

## Repertório
Esta lista é representativa do show de 3 de novembro de 2017 em Phoenix. Não representa todos os concertos da digressão. 
 
1. "Kill Jay-Z"
2. "No Church in the Wild"
3. "Lucifer"
4. "D'Evils"
5. "Heart of the City (Ain't No Love)"
6. "Run This Town"
7. "FuckWithMeYouKnowIGotIt"
8. "Beach Is Better"
9. "4:44"
10. "Bam"
11. "Jigga My Nigga"
12. "Izzo (H.O.V.A.)"
13. "Dirt off Your Shoulder"
14. "On to the Next One"
15. "I Just Wanna Love U (Give It 2 Me)"
16. "Public Service Announcement"
17. "99 Problems"
18. "Big Pimpin'"
19. "The Story of O.J."
20. "Niggas in Paris"
21. "Where I'm From"
22. "Empire State of Mind"
23. "Blues Freestyle"
24. "Hard Knock Life (Ghetto Anthem)"
25. "Smile"

Encore
1. "Numb/Encore"

## Concertos
| Data              | Cidade           | País           | Local                             | Ato de abertura | Público         | Receita       |
| North America     | North America    | North America  | North America                     | North America   | North America   | North America |
| ----------------- | ---------------- | -------------- | --------------------------------- | --------------- | --------------- | ------------- |
| October 27, 2017  | Anaheim          | Estados Unidos | Honda Center                      | Vic Mensa       | 12,153 / 14,933 | $1,228,306    |
| October 28, 2017  | Las Vegas        | Estados Unidos | T-Mobile Arena                    | Vic Mensa       | —               | —             |
| November 1, 2017  | Fresno           | Estados Unidos | Save Mart Center                  | Vic Mensa       | —               | —             |
| November 3, 2017  | Phoenix          | Estados Unidos | Talking Stick Resort Arena        | Vic Mensa       | —               | —             |
| November 5, 2017  | Denver           | Estados Unidos | Pepsi Center                      | Vic Mensa       | —               | —             |
| November 7, 2017  | Dallas           | Estados Unidos | American Airlines Center          | Vic Mensa       | 14,497 / 15,955 | $1,330,471    |
| November 8, 2017  | Houston          | Estados Unidos | Toyota Center                     | Vic Mensa       | —               | —             |
| November 9, 2017  | New Orleans      | Estados Unidos | Smoothie King Center              | Vic Mensa       | 12,731 / 14,812 | $1,072,797    |
| November 11, 2017 | Orlando          | Estados Unidos | Amway Center                      | Vic Mensa       | —               | —             |
| November 12, 2017 | Miami            | Estados Unidos | American Airlines Arena           | Vic Mensa       | 15,735 / 15,735 | $1,770,249    |
| November 14, 2017 | Atlanta          | Estados Unidos | Philips Arena                     | Vic Mensa       | 14,118 / 15,039 | $1,832,255    |
| November 15, 2017 | Nashville        | Estados Unidos | Bridgestone Arena                 | Vic Mensa       | 14,128 / 14,128 | $1,064,008    |
| November 16, 2017 | Charlotte        | Estados Unidos | Spectrum Center                   | Vic Mensa       | 15,558 / 15,558 | $1,563,821    |
| November 18, 2017 | Detroit          | Estados Unidos | Little Caesars Arena              | Vic Mensa       | —               | —             |
| November 19, 2017 | Cleveland        | Estados Unidos | Quicken Loans Arena               | Vic Mensa       | —               | —             |
| November 21, 2017 | Montreal         | Canadá         | Bell Centre                       | Vic Mensa       | —               | —             |
| November 22, 2017 | Toronto          | Canadá         | Air Canada Centre                 | Vic Mensa       | 25,270 / 25,270 | $2,301,650    |
| November 23, 2017 | Toronto          | Canadá         | Air Canada Centre                 | Vic Mensa       | 25,270 / 25,270 | $2,301,650    |
| November 25, 2017 | Boston           | Estados Unidos | TD Garden                         | Vic Mensa       | —               | —             |
| November 26, 2017 | Brooklyn         | Estados Unidos | Barclays Center                   | Vic Mensa       | —               | —             |
| November 27, 2017 | Brooklyn         | Estados Unidos | Barclays Center                   | Vic Mensa       | —               | —             |
| November 29, 2017 | Washington, D.C. | Estados Unidos | Capital One Arena                 | Vic Mensa       | 18,147 / 18,147 | $2,199,885    |
| December 1, 2017  | Philadelphia     | Estados Unidos | Wells Fargo Center                | Vic Mensa       | —               | —             |
| December 2, 2017  | Uniondale        | Estados Unidos | Nassau Veterans Memorial Coliseum | Vic Mensa       | 13,292 / 13,292 | $1,315,634    |
| December 5, 2017  | Chicago          | Estados Unidos | United Center                     | Vic Mensa       | —               | —             |
| December 9, 2017  | Edmonton         | Canadá         | Rogers Place                      | Vic Mensa       | —               | —             |
| December 11, 2017 | Vancouver        | Canadá         | Rogers Arena                      | Vic Mensa       | 14,386 / 14,933 | $1,160,682    |
| December 13, 2017 | Seattle          | Estados Unidos | KeyArena                          | Vic Mensa       | 9,200           | $862,000      |
| December 14, 2017 | Portland         | Estados Unidos | Moda Center                       | Vic Mensa       | 10,840 / 13,548 | $803,170      |
| December 16, 2017 | Oakland          | Estados Unidos | Oracle Arena                      | Vic Mensa       | 14,853 / 14,853 | $1,511,245    |
| December 17, 2017 | Sacramento       | Estados Unidos | Golden 1 Center                   | Vic Mensa       | 11,459 / 15,370 | $954,552      |
| December 19, 2017 | San Diego        | Estados Unidos | Viejas Arena                      | Vic Mensa       | —               | —             |
| December 21, 2017 | Inglewood        | Estados Unidos | The Forum                         | Vic Mensa       | 16,084 / 16,084 | $2,012,730    |
| Total             | Total            | Total          | Total                             | Total           | 426,441         | $48,698,354   |